# 1619 au théâtre
| Années du théâtre : 1616 - 1617 - 1618 - 1619 - 1620 - 1621 - 1622    |
| Décennies du théâtre : 1580 - 1590 - 1600 - 1610 - 1620 - 1630 - 1640 |

## Événements
- L'acteur anglais Christopher Beeston prend la direction de la troupe du prince Charles (en)[1].
- Rencontre des acteurs italiens Andrea Calcese, spécialiste du rôle de Polichinelle, et Ambrogio Buonomo, spécialiste de celui de Covielle ; leur duo Pulcinella - Coviello se produira dans diverses troupes de commedia dell'arte jusqu’à la mort d'Ambriogo en 1642[2].
- Le  comédien et chansonnier Gaultier-Garguille entre dans la troupe du théâtre de l'Hôtel de Bourgogne à Paris.

## Pièces de théâtre publiées
- Lope de Vega, Dozena Parte de las Comedias, Madrid, veuve d'Alonso Martin (Lire sur Biblioteca Digital Hispanica).

## Pièces de théâtre représentées
- John van Olden Barnavelt, tragédie de John Fletcher et Philip Massinger, Londres, Théâtre du Globe.
- Arthénice ou les Bergeries, comédie pastorale de Racan, jouée à Paris au théâtre de l'Hôtel de Bourgogne par la troupe de Valleran Le Conte[3].

## Naissances
- 6 mars (baptême) : Savinien de Cyrano de Bergerac, écrivain français, auteur d'une tragédie, mort le 28 juillet 1655.
- Date précise non connue :
  - Marie Claveau, dite Mademoiselle Du Croisy, actrice française, inhumée le 3 septembre 1703.

## Décès
- 12 février : Pierre de Larivey, écrivain, traducteur et dramaturge français, né le 20 juillet 1541.
- 13 mars : Richard Burbage, acteur anglais, créateur des rôles-titres de plusieurs pièces de Shakespeare, né le 6 janvier 1568.
- 19 mars : François d'Amboise, magistrat et écrivain français, auteur de deux pièces de théâtre, mort le 5 août 1550.
- 14 octobre : Samuel Daniel, poète, dramaturge et historien anglais, né en 1562.